# Ка Борини (Виченца)
Ка Борини је насеље у Италији у округу Виченца, региону Венето.
Према процени из 2011. у насељу је живело 118 становника. Насеље се налази на надморској висини од 102 м.